# Tontraeger Records
Tontraeger Records ist ein österreichisches Independent-Plattenlabel aus Linz, das sich musikalisch auf Hip-Hop, Dancehall und Crossover spezialisiert. Gegründet wurde es von der Linzer Hip-Hop-Gruppe Texta, die ihren Durchbruch in den 1990er-Jahren hatten. Es kann Charterfolge und Airplay (insbesondere auf FM4 und gotv) vorweisen.
Im August 2007 wurde erstmals der Label-Sampler Vü Z'Vü (hochdeutsch: viel zu viel) veröffentlicht.
Der bislang größte Erfolg von Tontraeger Records war die Single-Veröffentlichung Kabinenparty des Rappers Skero.

## Künstler (Auswahl)
- Average
- Benedikt Walter
- BumBum Kunst
- Da Staummtisch
- Die Antwort
- Die Unsichtbaren
- Engelstaub
- Hinterland
- Kayo & Phekt
- Markante Handlungen
- Meschugge
- Rückgrat
- Skero
- Texta
- Tibor Foco
- Twang

## Veröffentlichungen
- DJ Twang – Code Complex CD
- Die Antwort – Glutamat CD/LP
- TTR Allstars – Vü Z'Vü CD
- TTR Allstars – Vü Z'Vü EP
- Benedikt Walter – Transylvanien – Der Dorn der Liebe CD
- BumBum Kunst – Perpetuum Mobile CD/LP
- Tibor Foco – Andaground LP
- Die Unsichtbaren – Schwarze Erde CD/2LP
- Meschugge – Milde Aggression CD/LP
- Kayo & Phekt – Limericks pt. 2 12"
- Engelstaub – Im Jahr des Drachen CD
- Markante Handlungen – Vollendete Tatsachen CD/LP
- Die Antwort – ein Grund zum Feiern CD/LP
- Rückgrat – Konfrontation CD/2LP
- Rückgrat – Auf der Flucht 12"
- Die Antwort – Tiefstapler 12"
- Kayo & Phekt – K.O. Drops EP
- Texta – Perspectives 2LP
- A.N.S. – Beats, Flows & Micchecks Part 2 12"
- A.N.S. – Beats, Flows & Micchecks 12"
- Brotlose Kunst – Sklaven der Zeit CD/2LP
- Rückgrat – Rückgratmeute 12"
- Waiszbrodh – Parkbankflows 12"

## Diskografie
Alben
- TTR Allstars – Vü Z'Vü – Kerkersessions Vol. 1
- TTR Allstars – Chefpartie